# 中之川站
中之川站（日语：／ Naganogawa eki */?）是位於北海道壽都郡黑松內町，壽都鐵道的鐵路車站（廢站）。

## 歷史
- 1920年（大正9年）10月24日 - 車站啟用[1]。
- 1922年（大正11年）3月2日：車站向壽都一方遷移約300米[2]。
- 1968年（昭和43年）8月14日 - 車站暫停營業[3]。
- 1972年（昭和47年）5月11日 - 隨著壽都鐵道廢線，此站也被廢除。

## 車站周邊
車站附近為朱太川支流中之川與添別川匯合地點。
- 睦一號橋
- 北海道道9號壽都黑松內線（日语：北海道道9号寿都黒松内線）

## 相鄰車站
壽都鐵道
黑松內－中之川－湯別

## 注腳
1. ↑  《官報》 1920年10月28日　鉄道省彙報「地方鉄道運転開始」 （页面存档备份，存于）（國立國會圖書館數碼化收藏）
2. ↑  『官報』 1922年03月02日　鉄道省彙報「地方鉄道営業哩程変更」 （页面存档备份，存于）（國立國會圖書館數碼化收藏）
3. ↑  寿都鉄道元社員の語る秘話 - 南後志をたずねて（日語）

## 相關項目
- 日本鐵路車站列表 Na